# Chris Marlowe
Christian F. Marlowe (Los Angeles, 28 de setembro de 1951) é um ex-jogador de voleibol dos Estados Unidos que competiu nos Jogos Olímpicos de 1984.
Em 1984, ele fez parte do time americano que conquistou a medalha de ouro no torneio olímpico, no qual atuou em cinco partidas.